# Selección juvenil de rugby de España
La selección juvenil de rugby de España también conocida como Leones es el equipo nacional de rugby regulado por la Federación Española de Rugby (FER). La edad de sus integrantes varía según la edad máxima permitida del torneo, en Mundiales participan una selección de menores de 20 denominándose en ese país Leones S20. En torneos europeos son disputados con Leones S18 y S19.

## Reseña histórica
El seleccionado juvenil español comenzó a disputar los torneos FIRA para menores de 19 años desde que fue instituido en 1969. España S19 consiguió en 3 ediciones el vicecampeonato y cuando la competición fue adquiriendo escala mundial los leones consiguieron la victoria en dos oportunidades de la división B.

## Palmarés
- Trofeo Mundial (1): 2023

- Mundial M19 División B (2): 1991, 1999[4]

- Europeo M20 (2): 2021, 2022

- Europeo M19 (1): 2015[5]

## Historial en competiciones
| - España 1969: 5º puesto - Francia 1970: 2º puesto - Marruecos 1971: 4º puesto - Italia 1972: 2º puesto - Rumanía 1973: 3º puesto - Alemania 1974: 3º puesto - España 1975: 3º puesto - Francia 1976: 3º puesto - Países Bajos 1977: 5º puesto - Italia 1978: 7º puesto - Portugal 1979: 4º puesto - Túnez 1980: 3º puesto - España 1981: 2º puesto - Suiza 1982: 3º puesto - Marruecos 1983: 3º puesto - Polonia 1984: 3º puesto - Bélgica 1985: 5º puesto - Rumanía 1986: 5º puesto - Alemania Occidental 1987: 7º puesto - Yugoslavia 1988: 7º puesto - Portugal 1989: 6º puesto - Italia 1990: 8º puesto - Francia 1991: No participó - España 1992: 4º puesto - Francia 1993: 6º puesto - Francia 1994: 6º puesto - Rumanía 1995: 7º puesto - Italia 1996: 8º puesto - Argentina 1997: 10º puesto - Francia 1998: 15º puesto - Gales 1999: No participó - Francia 2000: 15º puesto - Chile 2001: No participó - Italia 2002: No participó - Francia 2003: No participó - Sudáfrica 2004: No participó - Sudáfrica 2005: No participó - EAU 2006: No participó - Irlanda 2007: No participó - Francia 1991: Campeón invicto - Gales 1999: Campeón invicto - Chile 2001: 4º puesto - Italia 2002: 3º puesto - Francia 2003: 5º puesto - Sudáfrica 2004: No participó - Sudáfrica 2005: 10º puesto - EAU 2006: No participó - Irlanda 2007: No participó - Sudáfrica 2024: 11º puesto - Italia 2025: 12º puesto (último) - Georgia 2026: A disputarse - Zimbabue 2016: 2º puesto - España 2020: Cancelado - Kenia 2023: Campeón invicto | - Portugal 2007: 7º puesto - Polonia 2008: 5º puesto - Portugal 2009: 3º puesto - Bélgica 2010: 6º puesto - Rumania 2011: 5º puesto - Portugal 2012: 4º puesto - Portugal 2013: 3º puesto - Portugal 2014: 3º puesto - Portugal 2015: Campeón invicto - República Checa 2002: 2º puesto - España 2005: 3º puesto - Polonia 2006: 4º puesto - Rumania 2017: 2º puesto - Portugal 2018: 2º puesto - Portugal 2019: 2º puesto - Portugal 2021: Campeón invicto - Portugal 2022: Campeón invicto - República Checa 2023: No participó - República Checa 2024: No participó | - Italia 2004: No participó - Francia 2005: 8º puesto - Italia 2006: No participó - Francia 2007: No participó - Italia 2008: 8º puesto - Francia 2009: No participó - Italia 2010: No participó - Francia 2011: No participó - España 2012: No participó - Francia 2013: No participó - Polonia 2014: No participó - Francia 2015: No participó - Portugal 2016: 5º puesto - Francia 2017: 5º puesto - Polonia 2018: 3º puesto - Rusia 2019: 2º puesto - Rusia 2021: 3º puesto - Georgia 2022: 3º puesto - República Checa 2023: 3º puesto - República Checa 2024: 2º puesto |